# LPR Gruppe
Die LPR-Gruppe (LPR steht für „La Palette Rouge“) ist eine europäische Unternehmensgruppe die als Dienstleister im Palettenpooling-Sektor (Lager- und Transportlogistik) tätig ist. Der Hauptsitz ist in Toulouse, Frankreich. LPR ist unter der Nummer B 385 018 254 mit einem Stammkapital von 26,5 Millionen Euro im Handelsregister von Toulouse eingetragen.
LPR bietet alle Palettenformate an, die im Konsumgütersektor bei großen Handelsketten verwendet werden. Zu den Kunden von LPR zählen die großen Handelsketten des europäischen FMCG-Marktes (FMCG steht für Fast-moving consumer goods) in Frankreich, Spanien, Portugal, Belgien, den Niederlanden, Luxemburg, Großbritannien, Irland, Deutschland, Dänemark und Italien. Die angebotenen Paletten entsprechen den Anforderungen der Hygienebestimmungen für den Nahrungsmittelbereich. LPR wickelt pro Jahr mehr als 40 Millionen Palettenbewegungen quer durch Europa ab. Über das Internet können die LPR Kunden jederzeit auf das Kundenportal zugreifen und sich einen Überblick ihrer aktuellen Palettenbewegungen und Standorte verschaffen.

## Geschichte
1992 wurde La Palette Rouge in Toulouse gegründet und nahm ihre Tätigkeit in den Industriesektoren Elektrobauteile und Chemie auf. In den Jahren 1998 bis 2000 erfolgt die Ausdehnung der Tätigkeit im Lebensmittelsektor auf europäischer Ebene mit der Eröffnung von eigenständigen Tochtergesellschaften in den Beneluxstaaten (1998), Spanien (1999) und Portugal (2000). 2006 folgt im Rahmen eines Management-Buy-out die finanzielle Beteiligung von AtriA Capital Partenaires. 2008 erreicht LPR, nach Gründung der Tochtergesellschaft in Deutschland erstmals einen Jahresumsatz von 100 Millionen Euro. 2010 LPR nimmt erneut ihr Markenzeichen „La Palette Rouge“ (deutsch:die rote Palette) auf. Im selben Jahr erhielt LPR als erstes Unternehmen in seiner Sparte die PEFC-Zertifizierung. LPR wurde 2011 von Euro Pool System übernommen.
2012 beschäftigte LPR rund 200 Mitarbeiter in sieben Tochterunternehmen und unterhält 97 Depots in acht europäischen Ländern und erreichte nach eigenen Angaben einen Jahresumsatz von rund 119 Millionen Euro.

## Liste der Tochterunternehmen
- LPR Benelux mit Sitz in ’s-Hertogenbosch, Niederlande
- LPR Deutschland, Bornheim
- LPR Frankreich, Toulouse
- LPR Großbritannien, Redditch
- LPR Italien, Landriano
- LPR Portugal, Loures
- LPR Spanien, Madrid